# یاسر شوشره
یاسر شوشره (عربی: محمد ياسر شوشرة؛ زادهٔ ۱۱ آوریل ۱۹۸۸) بازیکن فوتبال اهل سوریه است.
از باشگاه‌هایی که در آن بازی کرده‌است می‌توان به باشگاه ورزشی الوحده (سوریه)، باشگاه ورزشی الزورا، و باشگاه ورزشی طلیعه اشاره کرد.
وی همچنین در تیم‌های ملی فوتبال زیر ۲۳ سال سوریه و سوریه بازی کرده‌است.